# Balconorbis uvaldensis
Balconorbis uvaldensis är en snäckart som beskrevs av Robert Hershler och Longley 1986. Balconorbis uvaldensis ingår i släktet Balconorbis och familjen tusensnäckor. Inga underarter finns listade i Catalogue of Life.